# Линия 1 (Парижское метро)
Линия 1 (фр. Ligne 1) — одна из 16 линий Парижского метрополитена. Открыта в 1900 году во время Всемирной выставки. Сейчас она соединяет Ля Дефанс и Венсенский лес. Её длина — 16,6 км, это самая используемая линия в Париже. На всех станциях линии установлены автоматические платформенные ворота. Обозначается на схемах жёлтым цветом и числом 1.

## История

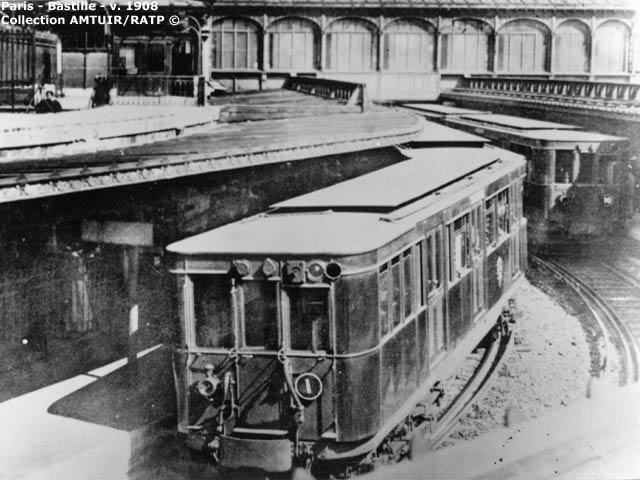
Поезд на станции Бастий в 1908 году

## Хронология открытия участков
- 19 июля 1900: «Порт-де-Венсен» — «Порт-Майо». Только 8 станций, остальные 10 открыты к 1 сентября[4].
- 24 марта 1934: Продлена до станции «Шато-де-Венсен», находящейся около Венсенского замка.
- 15 ноября 1936: Станция «Порт-Майо» реконструирована с целью дальнейшего продления линии на запад.
- 29 апреля 1937: Линия была продлена на запад от станции «Порт-Майо» до станции «Пон-де-Нёйи».
- 1963: Станции были удлинены для приёма составов из 6 вагонов.
- 1 апреля 1992: Линия была продлена на запад от станции «Пон-де-Нёйи» до станции «Ля-Дефанс» в деловом районе Дефанс.

## Станции
| Русское название           | Французское название           | Пересадки                                            | Дата открытия   | Примечания |
| -------------------------- | ------------------------------ | ---------------------------------------------------- | --------------- | --- |
| Ля Дефанс — Гранд Арш      | La Défense — Grande Arche      | RER A Трамвай 2 Transilien Saint-Lazare              | 1 апреля 1992   | Под Большой Аркой Дефанс |
| Эспланад-де-Ля-Дефанс      | Esplanade de La Défense        |                                                      | 1 апреля 1992   | В Дефансе |
| Пон-де-Нёйи                | Pont de Neuilly                |                                                      | 29 апреля 1937  | По одноимённому мосту |
| Ле-Саблон                  | Les Sablons                    |                                                      | 29 апреля 1937  | |
| Порт-Майо                  | Porte Maillot                  | RER C                                                | 15 ноября 1936  | Указана дата открытия после реконструкции. Старая станция переоборудована в ателье для составов MP 05                                                 |
| Аржантин                   | Argentine                      |                                                      | 1 сентября 1900 | По улице Аржантин, до 1946 года - Облигадо (переименована вместе с улицей)                                                                            |
| Шарль де Голль — Этуаль    | Charles de Gaulle — Étoile     | Линии 2 и 6 RER A                                    | 1 сентября 1900 | Площадь Шарля де Голля / (до 1970 года Площадь Этуаль)                                                                                                |
| Георг V                    | George V                       |                                                      | 13 августа 1900 | На пересечении Елисейских полей и Авеню Георга V; ранее называлась Альма                                                                              |
| Франклин Д. Рузвельт       | Franklin D. Roosevelt          | Линия Линия 9                                        | 19 июля 1900    | На пересечении Елисейских полей и Авеню Франклина Д. Рузвельта                                                                                        |
| Шанз-Элизе — Клемансо      | Champs-Élysées — Clemenceau    | Линия Линия 13                                       | 19 июля 1900    | На площади Жоржа Клемансо на Елисейских полях |
| Конкорд                    | Concorde                       | Линии 8 и 12                                         | 13 августа 1900 | Около Площади Согласия (Пляс-де-Конкорд) |
| Тюильри                    | Tuileries                      |                                                      | 27 августа 1900 | Около сада Тюильри |
| Пале-Руаяль — Мюзе-дю-Лувр | Palais Royal — Musée du Louvre | Линия 7                                              | 19 июля 1900    | Около Пале-Рояль и главного входа в Лувр До 1990-х название станции было Пале-Рояль; переименована после постройки подземного входа со станции в Лувр |
| Лувр — Риволи              | Louvre — Rivoli                |                                                      | 20 августа 1900 | Около Лувра и на улице Риволи, названной в честь битвы при Риволи; ранее называлась Лувр                                                              |
| Шатле                      | Châtelet                       | Линии 4, 7, 11 и 14 RER A, B and D                   | 6 августа 1900  | Около площади Шатле |
| Отель-де-Виль              | Hôtel de Ville                 | Линия 11                                             | 19 июля 1900    | Около Отель-де-Виль |
| Сен-Поль                   | Saint-Paul                     |                                                      | 6 августа 1900  | По улице Сен-Поль и католической церкви Сен-Поль-Сен-Луи                                                                                              |
| Бастий                     | Bastille                       | Линии 5 и 8                                          | 19 июля 1900    | На площади Бастилии, где ранее располагалась Бастилия                                                                                                 |
| Гар-де-Льон                | Gare de Lyon                   | Линия 14 RER A and D Transilien Lyon Лионский вокзал | 19 июля 1900    | Железнодорожная станция для поездов на юг и юго-восток                                                                                                |
| Рёйи — Дидро               | Reuilly — Diderot              | Линия 8                                              | 20 августа 1900 | Названа в честь Дени Дидро |
| Насьон                     | Nation                         | Линии 2, 6 и 9 RER A                                 | 19 июля 1900    | Под одноимённой площадью |
| Порт-де-Венсен             | Porte de Vincennes             |                                                      | 19 июля 1900    | По одноимённой площади, возникшей после сноса Тьерской стены                                                                                          |
| Сен-Манде — Турель         | Saint-Mandé — Tourelles        |                                                      | 24 марта 1934   | Находится в городе Сен-Манде; ранее называлась Турель                                                                                                 |
| Беро                       | Bérault                        |                                                      | 24 марта 1934   | По одноимённой площади, названной в честь вице-мэра Венсена                                                                                           |
| Шато-де-Венсен             | Château de Vincennes           |                                                      | 24 марта 1934   | Около одноимённого замка |

### Переименования
- 27 мая, 1920: «Альма» → «Георг V».
- 5 мая, 1931: «Рёйи» → «Рёйи — Дидро».
- 20 мая, 1931: «Шанз-Элизе» → «Шанз-Элизе — Клемансо».
- 1937: «Турель» → «Сен-Манде — Турель».
- 1942: «Марбе» → «Марбе — Рон-Поин де Шанз-Элизе».
- 1946: «Марбе — Рон-Поин де Шанз-Элизе» → «Франклин Д. Рузвельт».
- 1948: «Облиджадо» → «Аржантин».
- 1970: «Этуаль» → «Шарль де Голль — Этуаль».
- 1989: «Пале Руаяль» → «Пале-Руаяль — Мюзе-дю-Лувр»; «Лувр» → «Лувр — Риволи».
- 1997: «Ля-Дефанс» → «Ля-Дефанс — Гранд Арш».

## Факты
К 2012 году на линии была завершена автоматизация движения поездов, после чего линия стала второй (после линии 14) автоматической линией Парижского метрополитена.

## Галерея

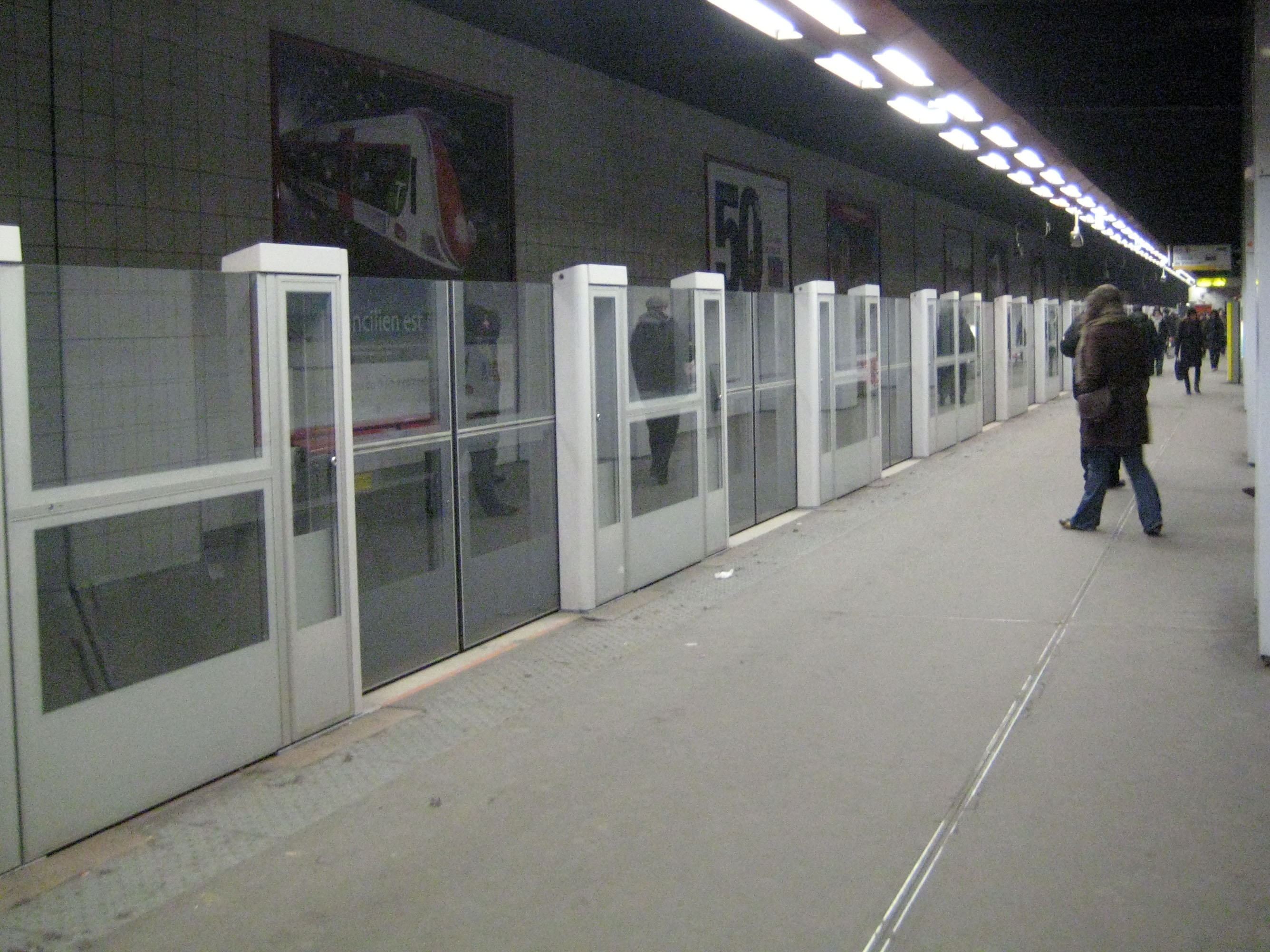
Станция «Ля-Дефанс»
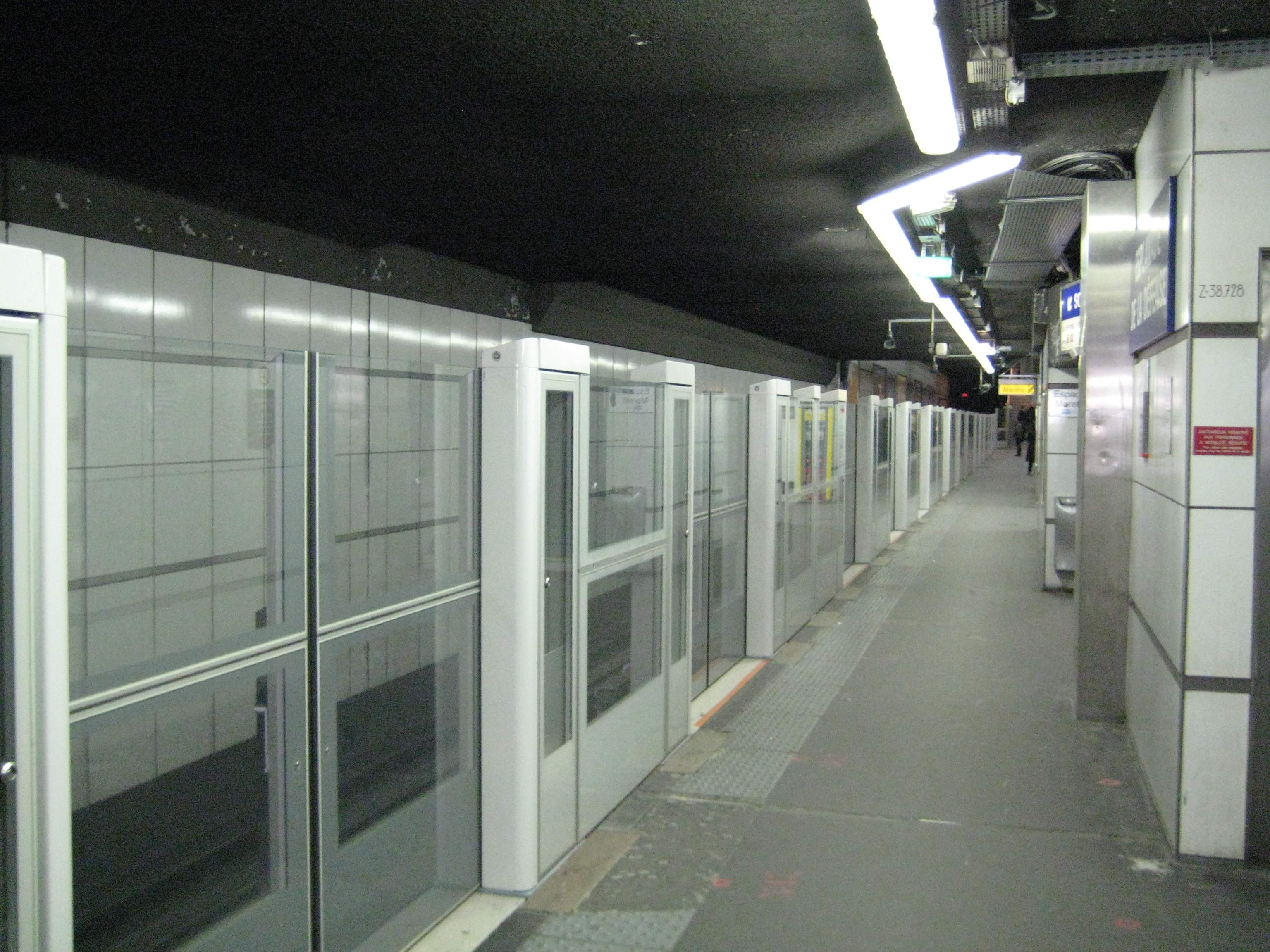
Станция «Эспланад-де-Ля-Дефанс»
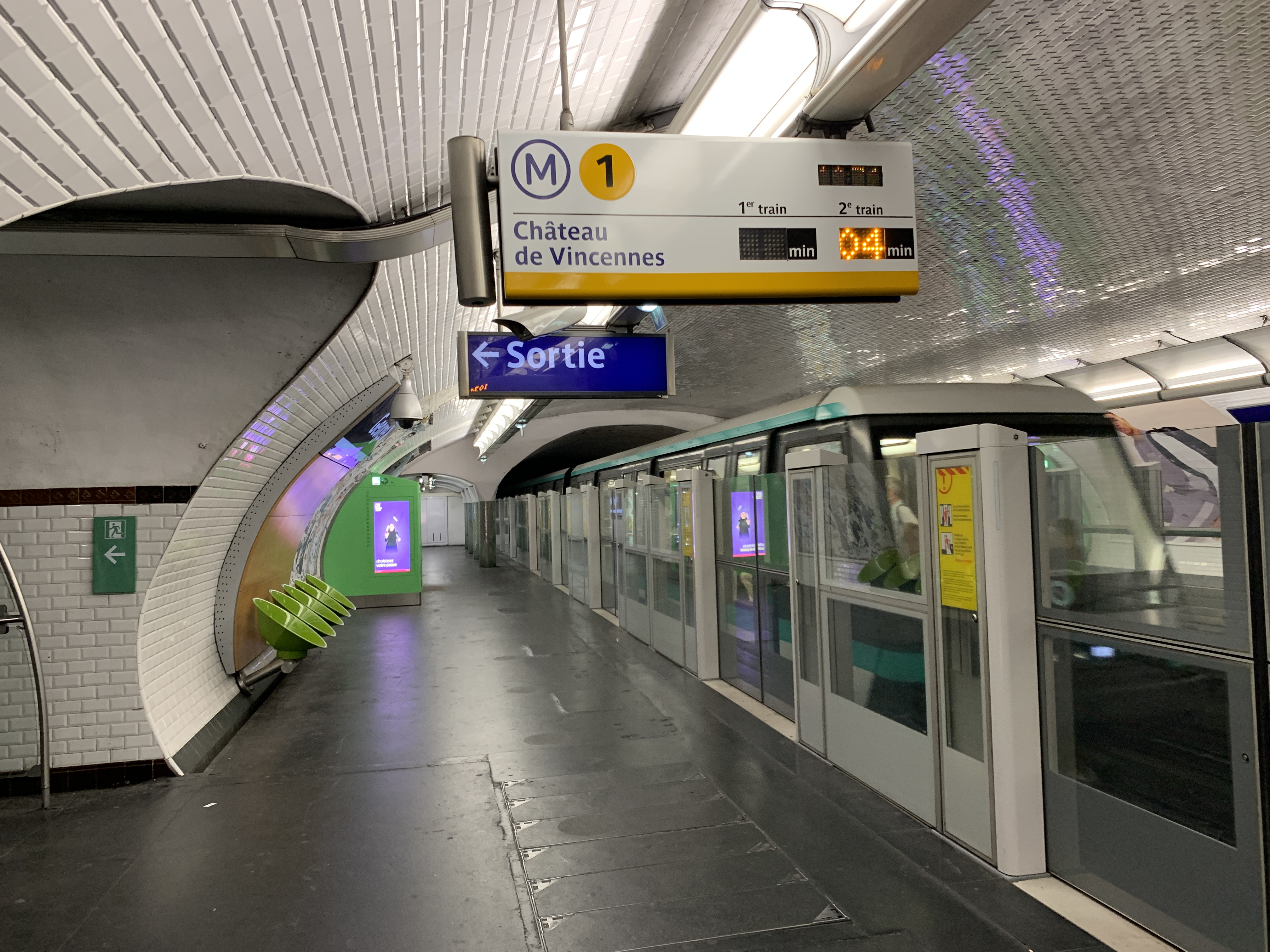
Станция «Георг V»
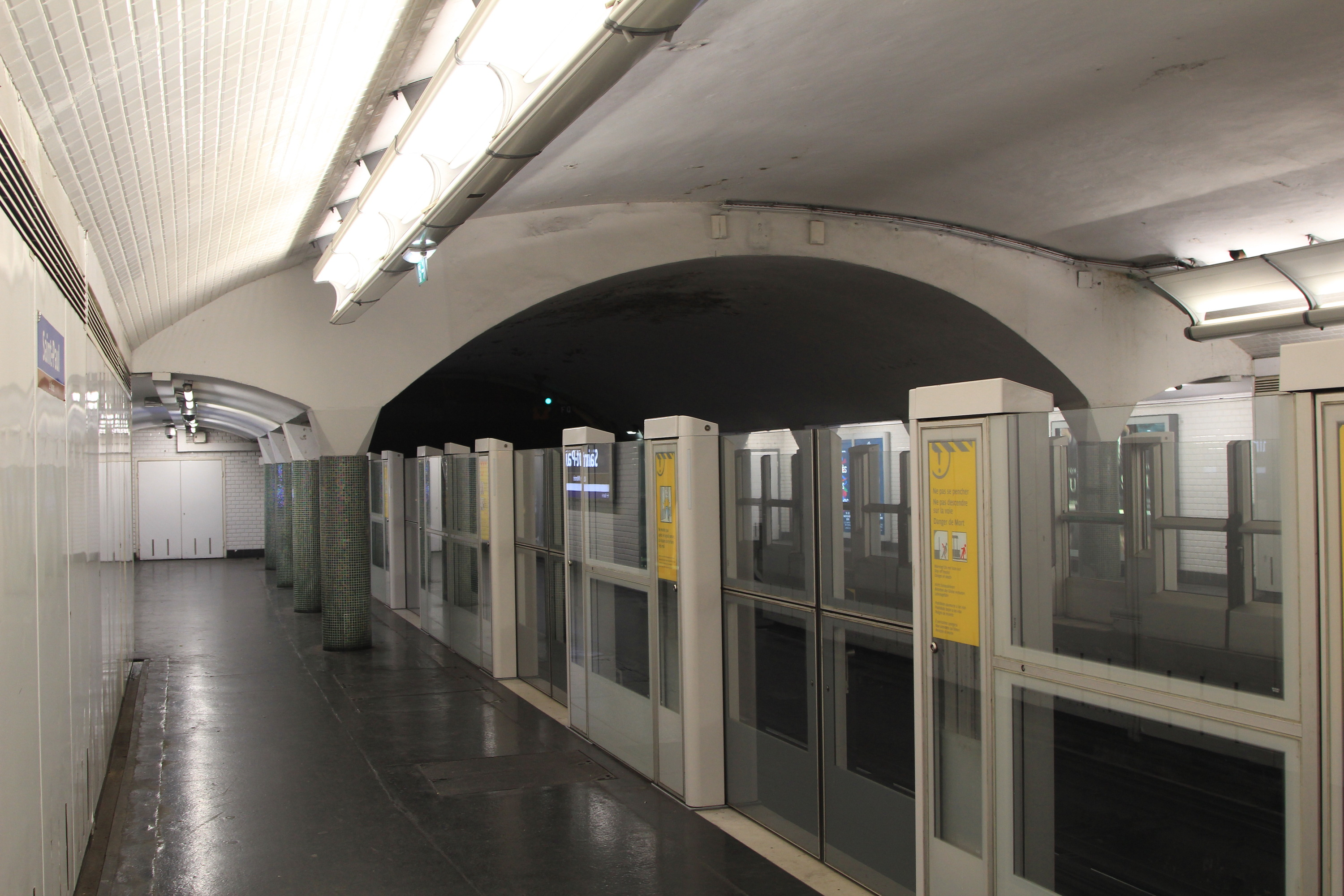
Станция «Сен-Поль»
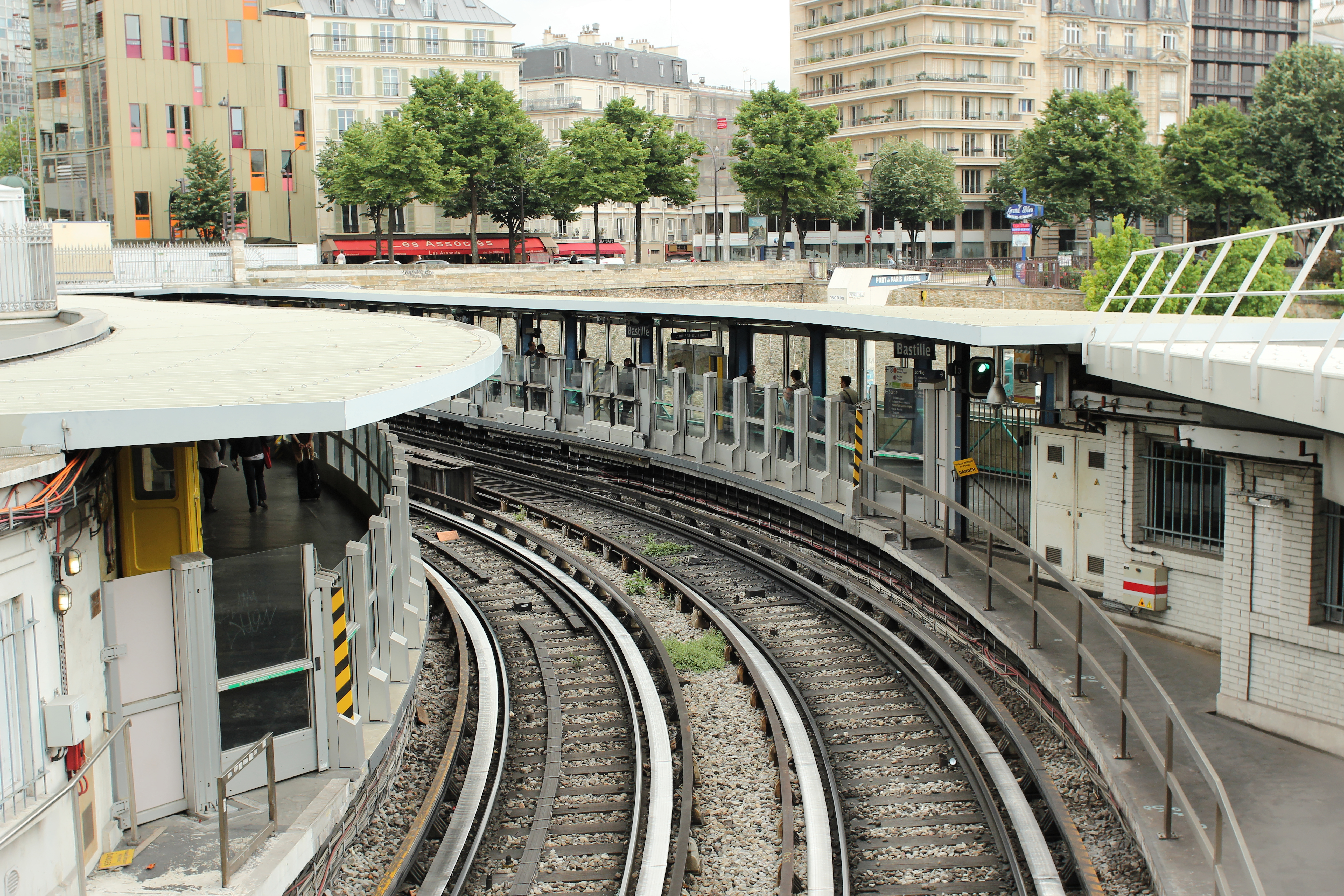
Станция «Бастий»
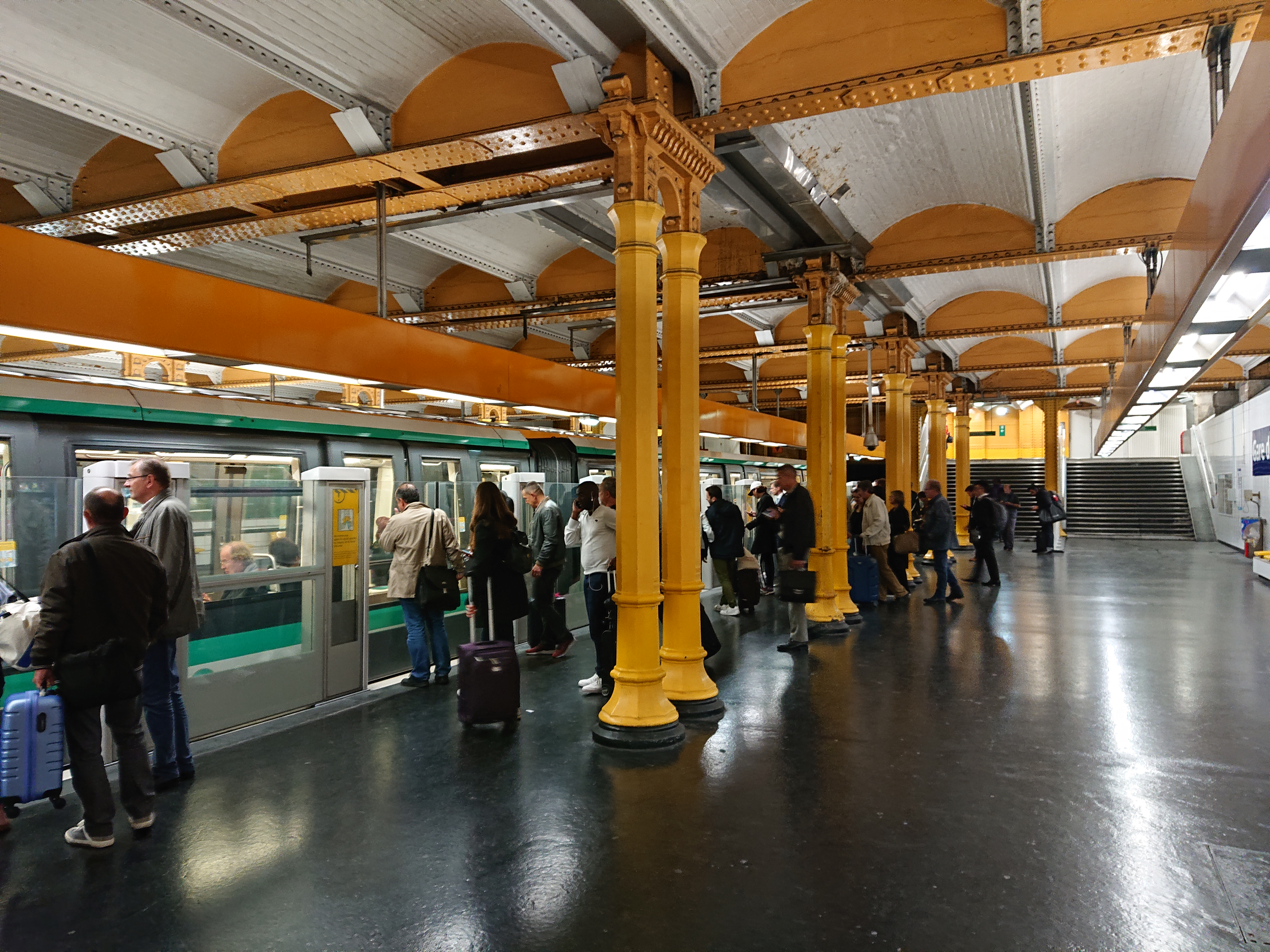
Станция «Гар-де-Льон»
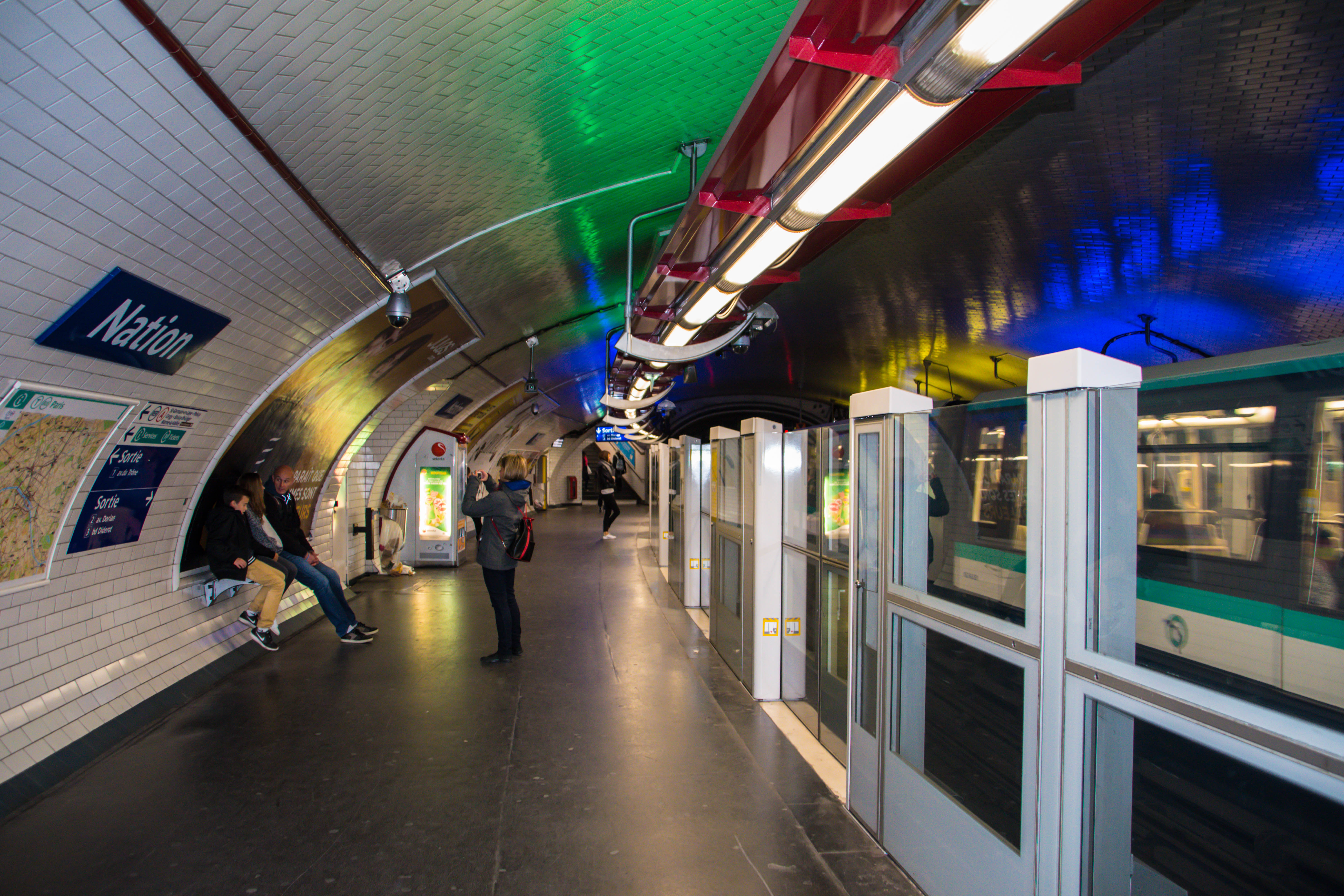
Станция «Насьон»
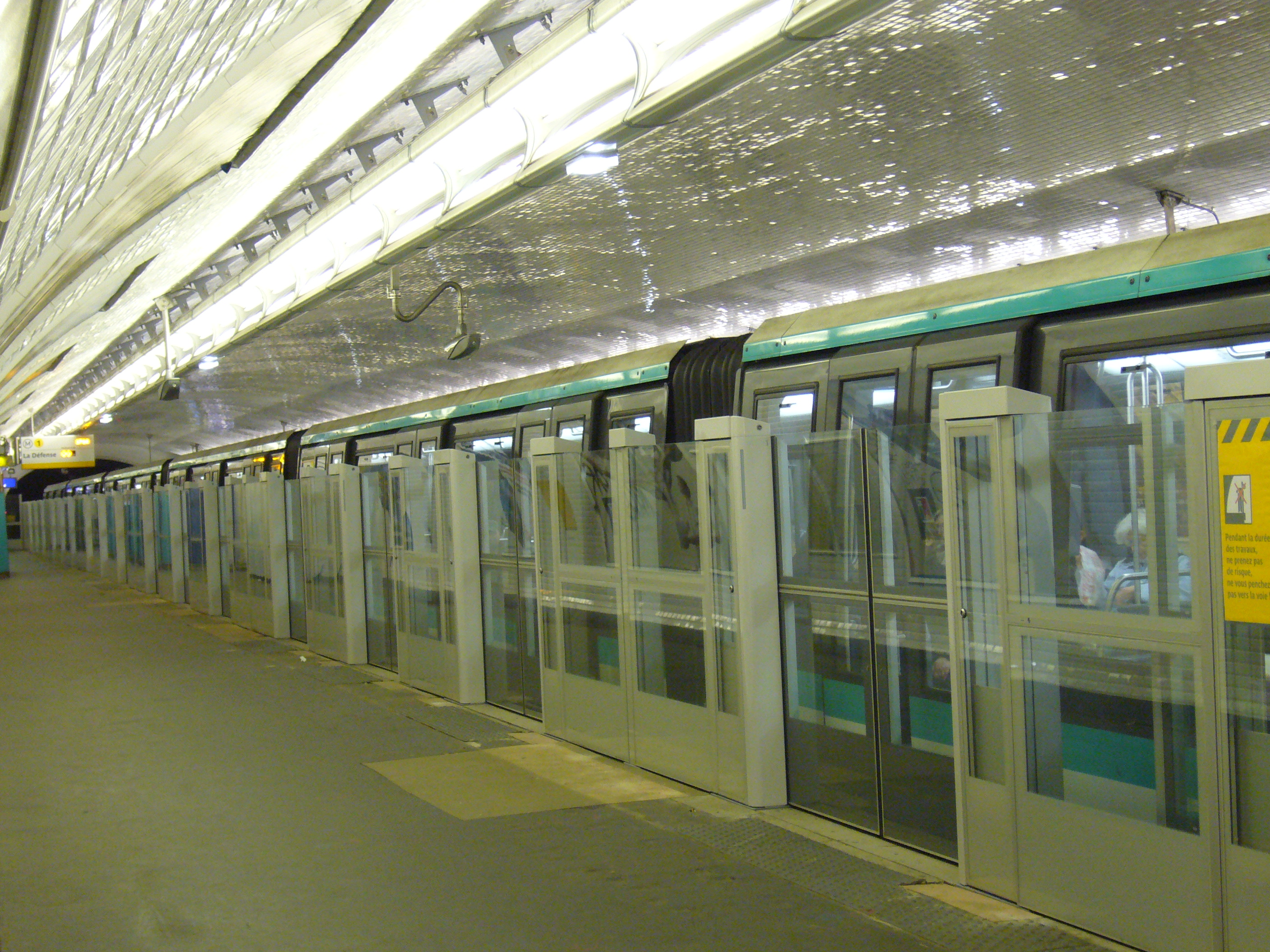
Станция «Беро»
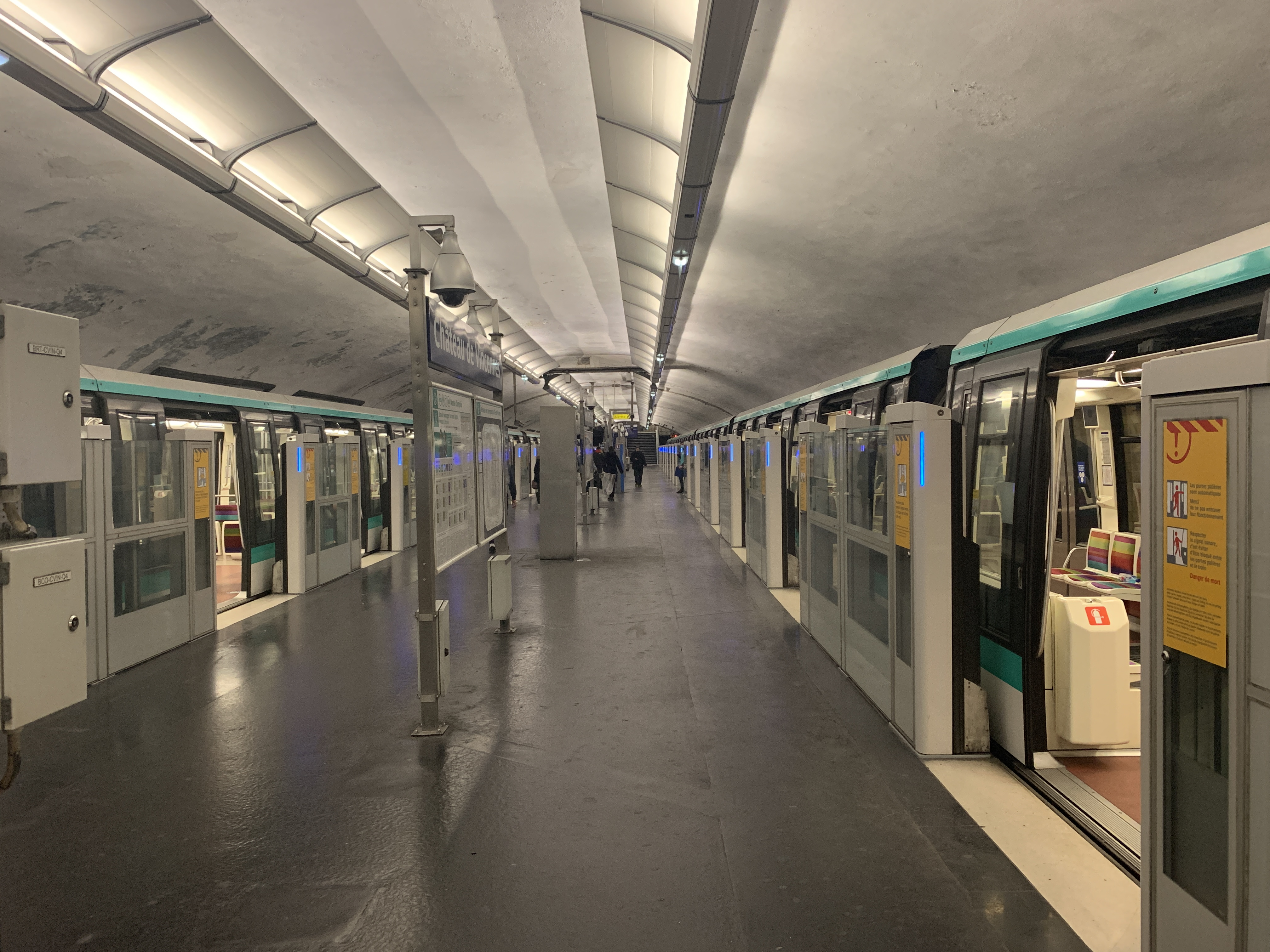
Станция «Шато-де-Венсен»